# Twist (Germania)
Twist è un comune di 9.621 abitanti della Bassa Sassonia, in Germania.
Appartiene al circondario (Landkreis) dell'Emsland (targa EL).

## Galleria d'immagini

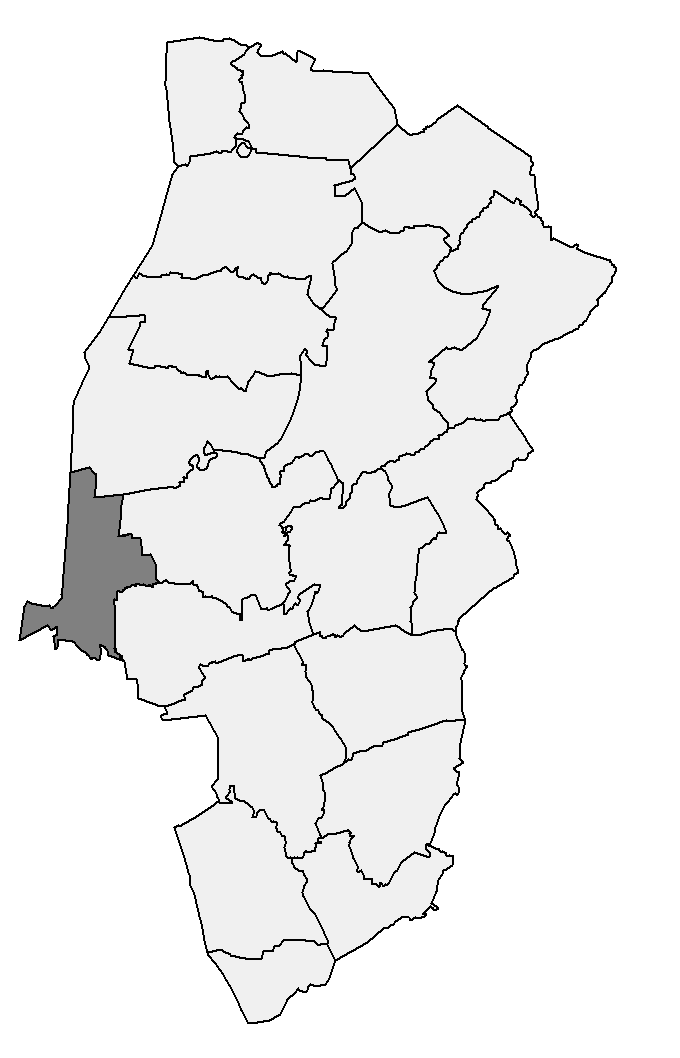
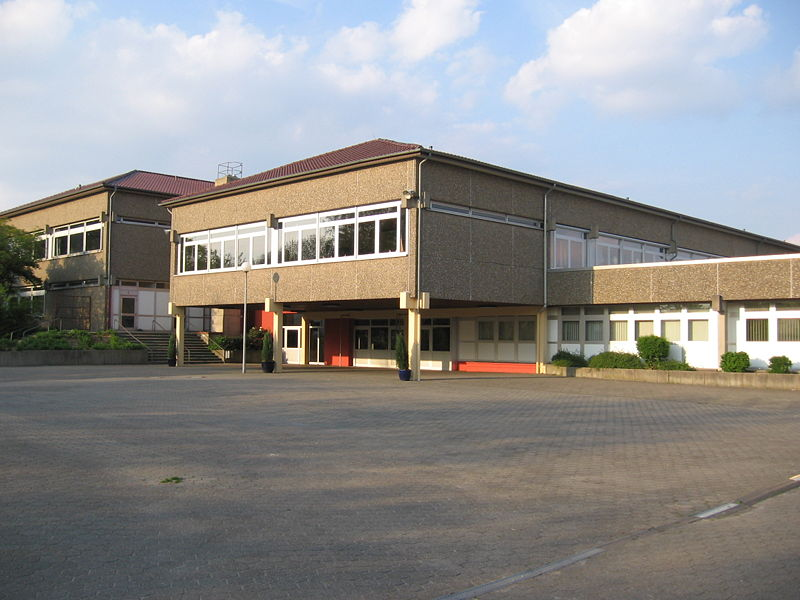
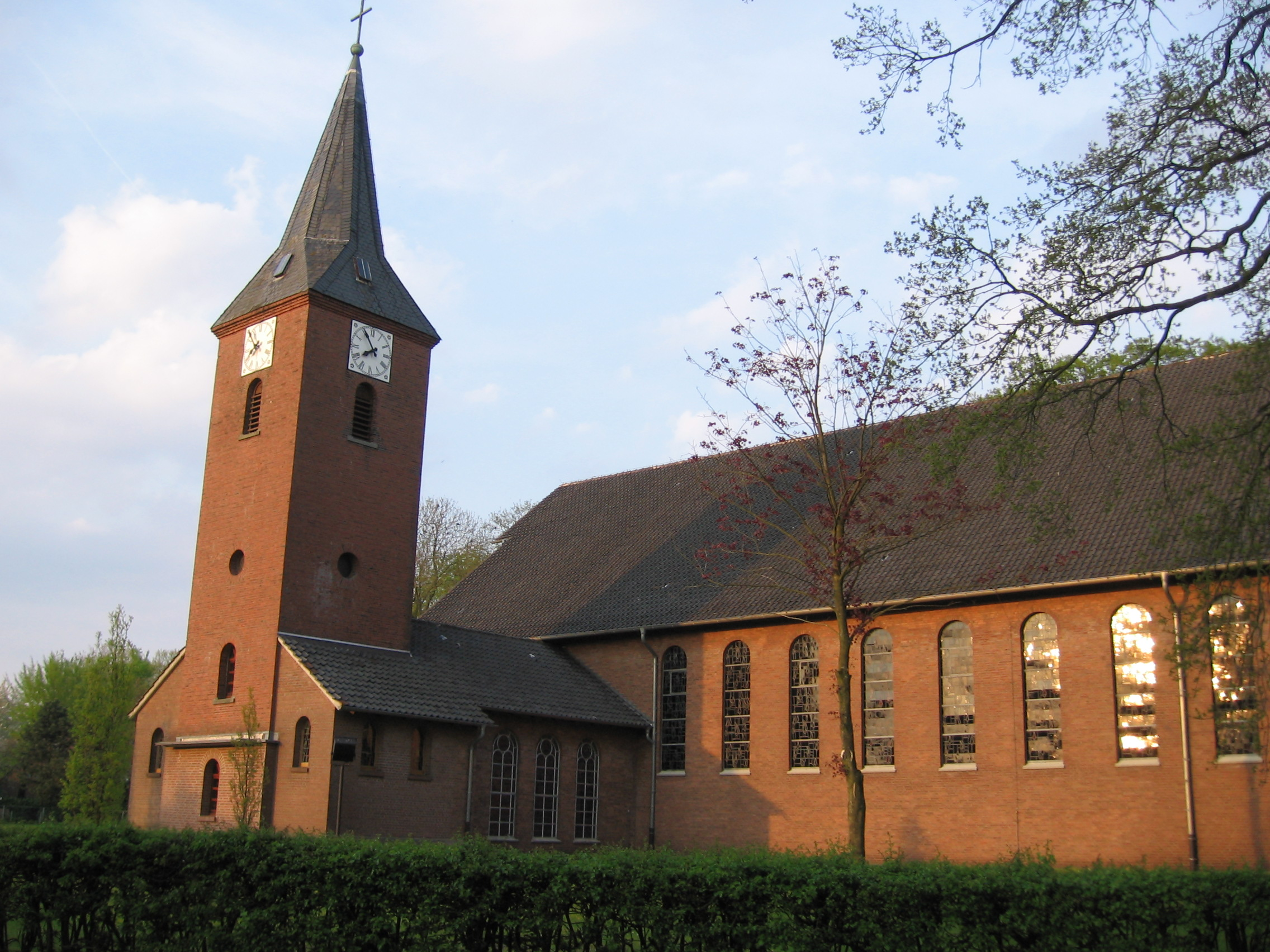
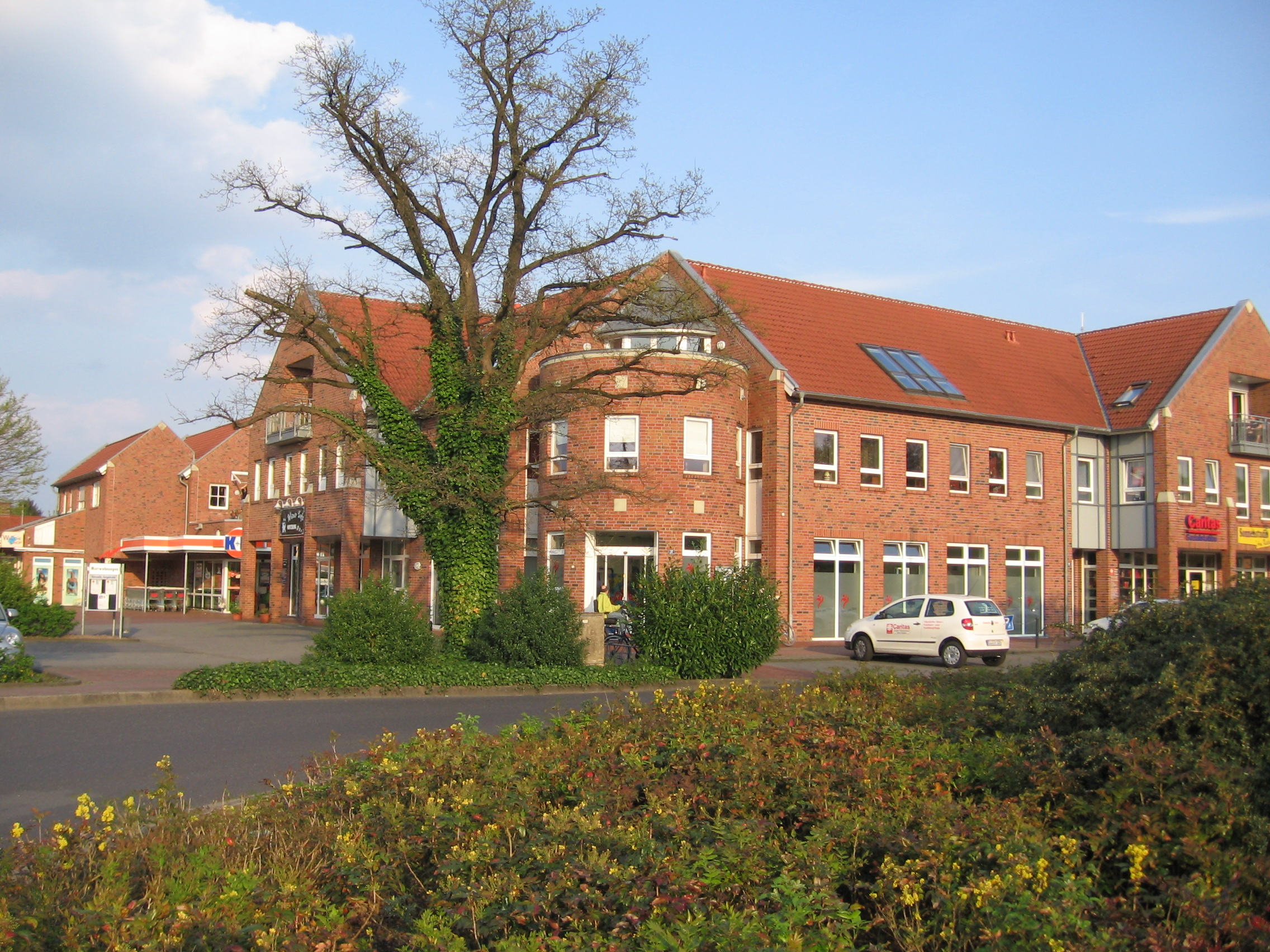
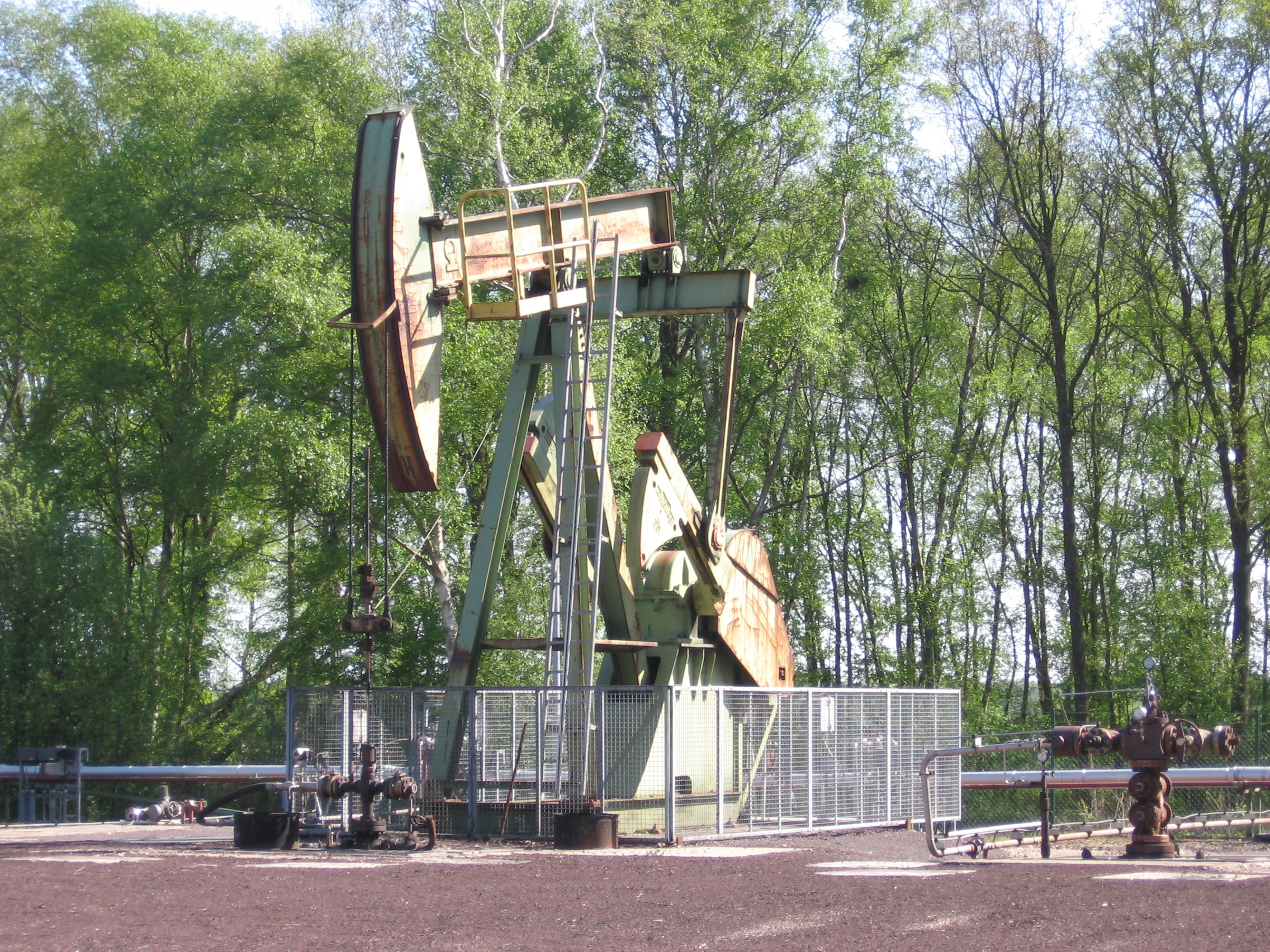
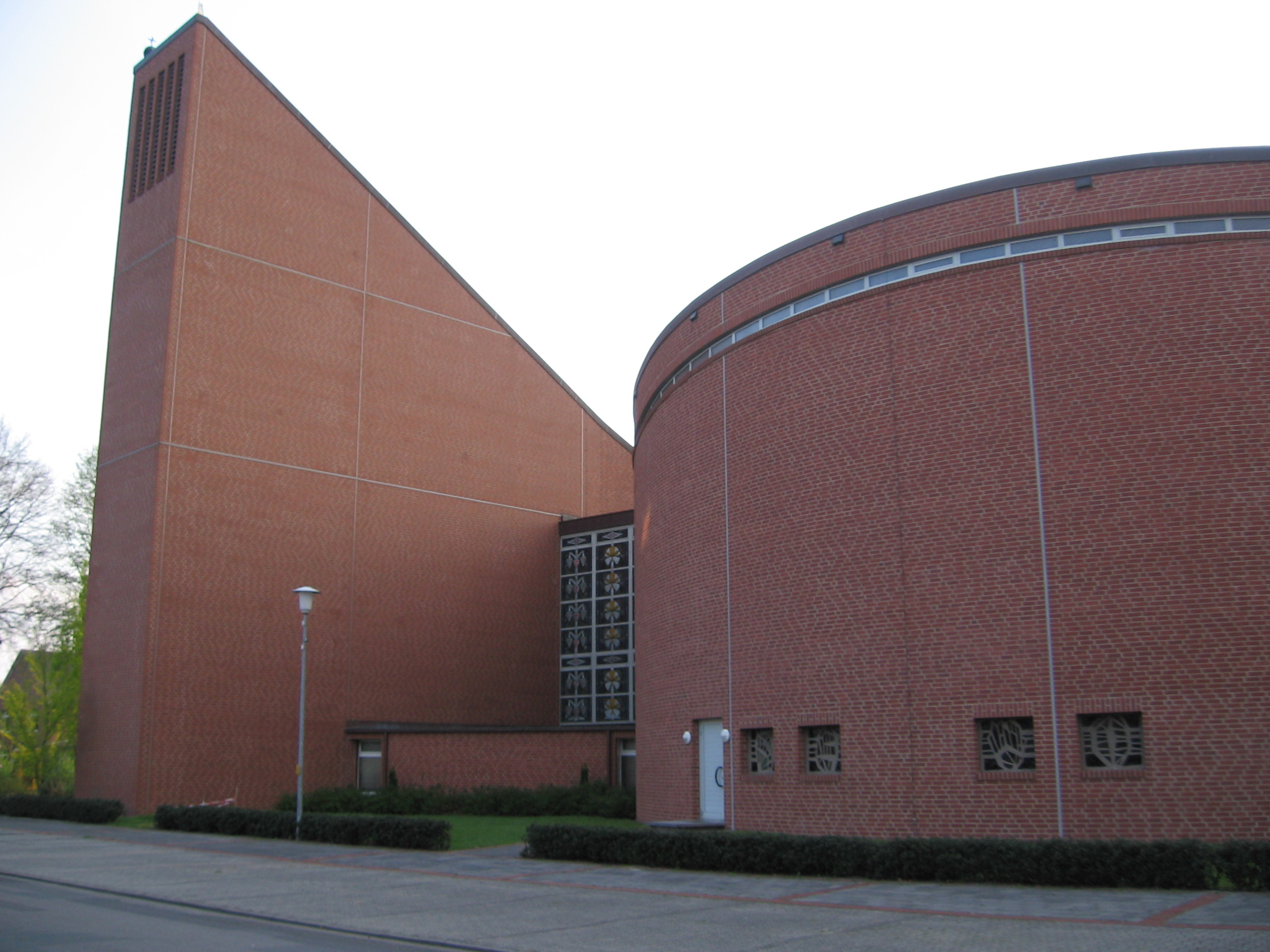
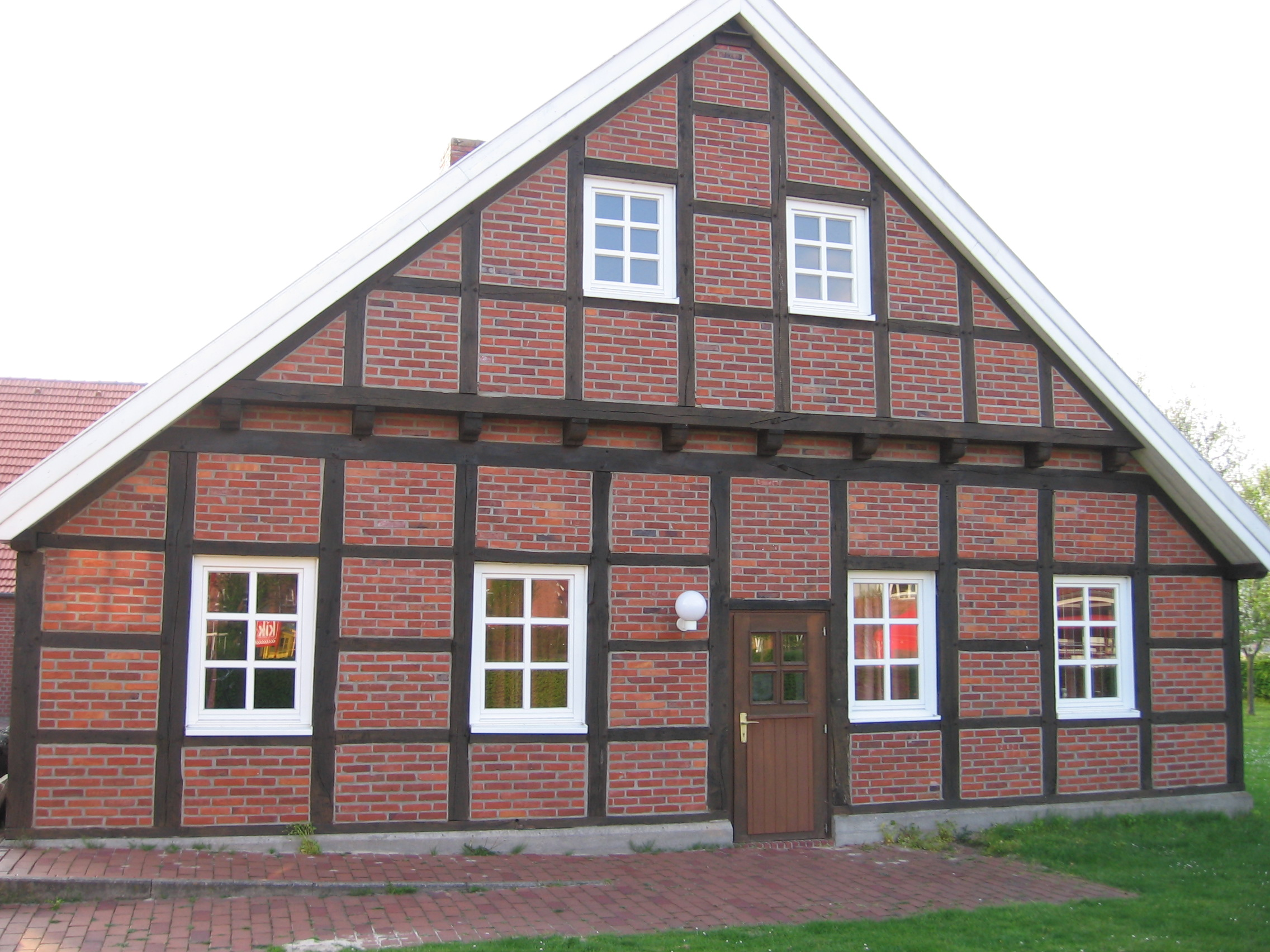
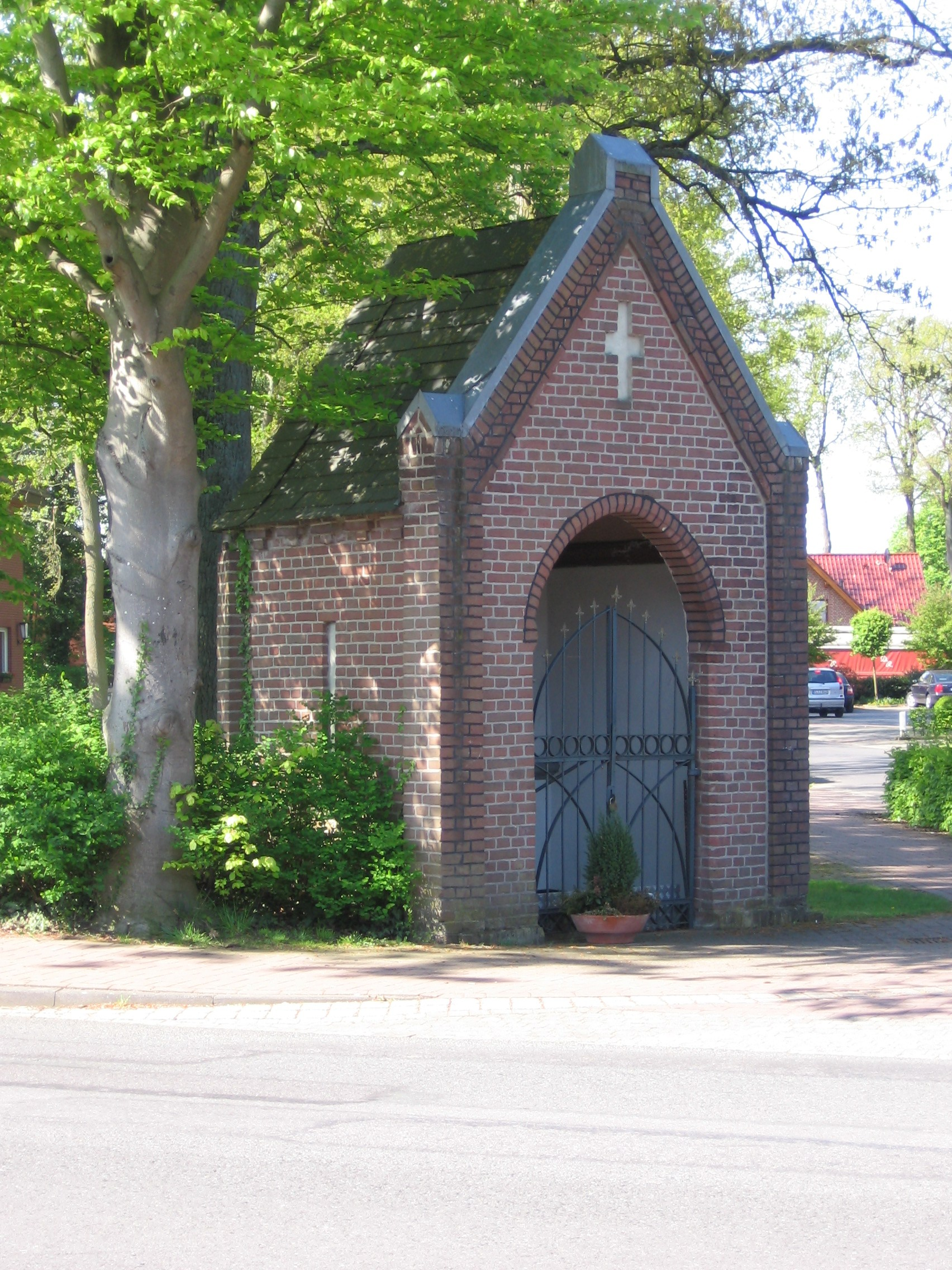
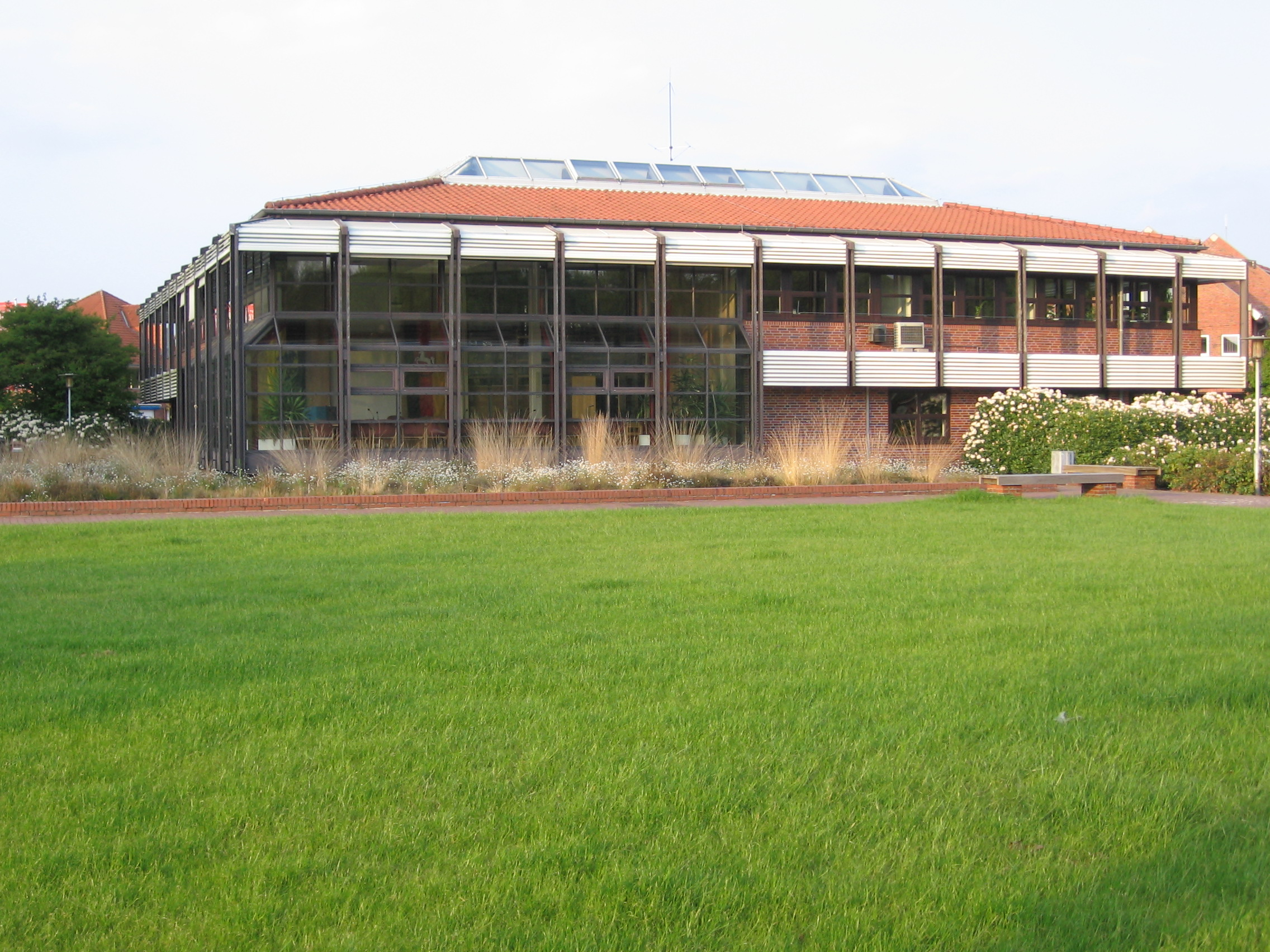
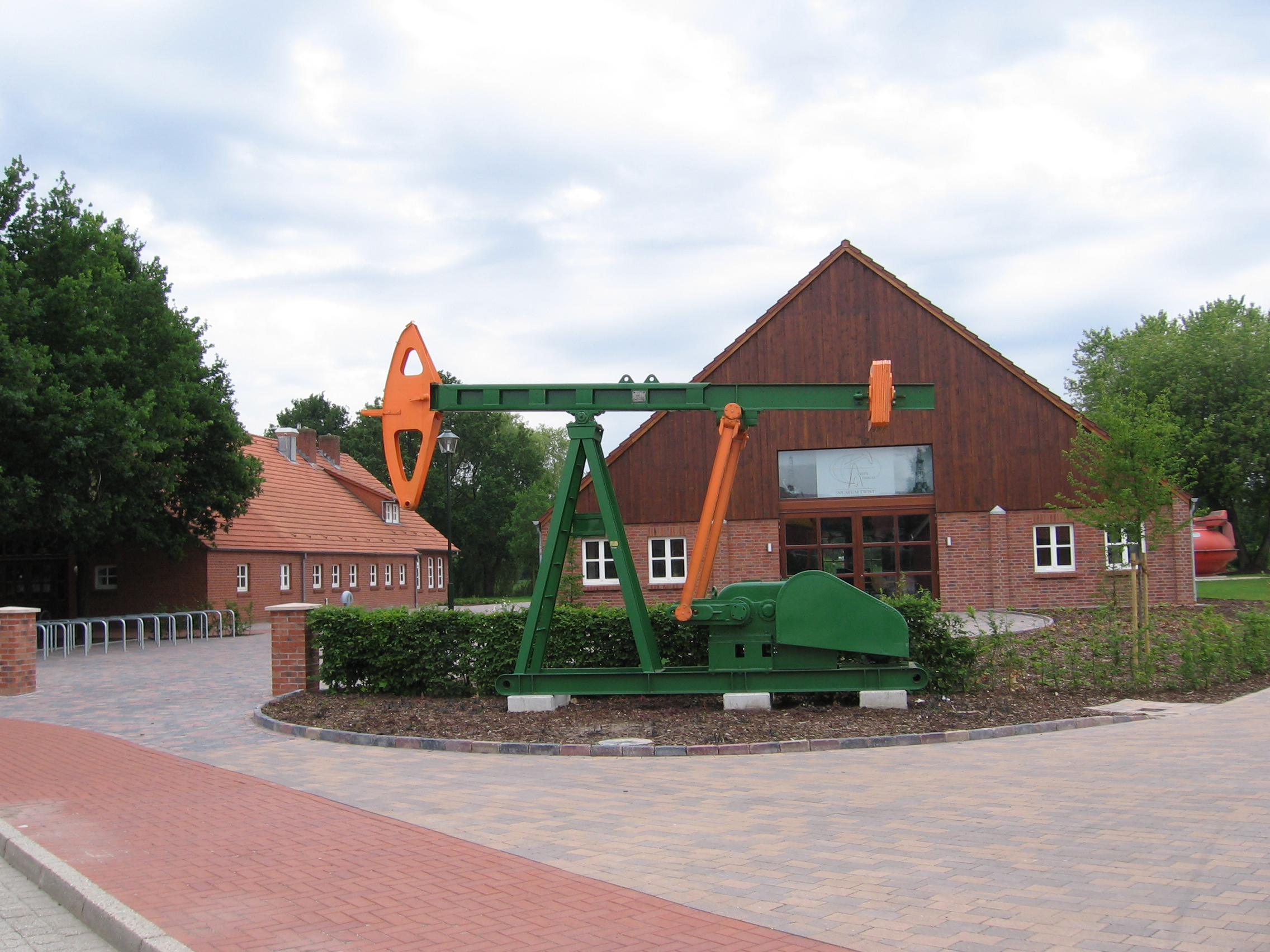
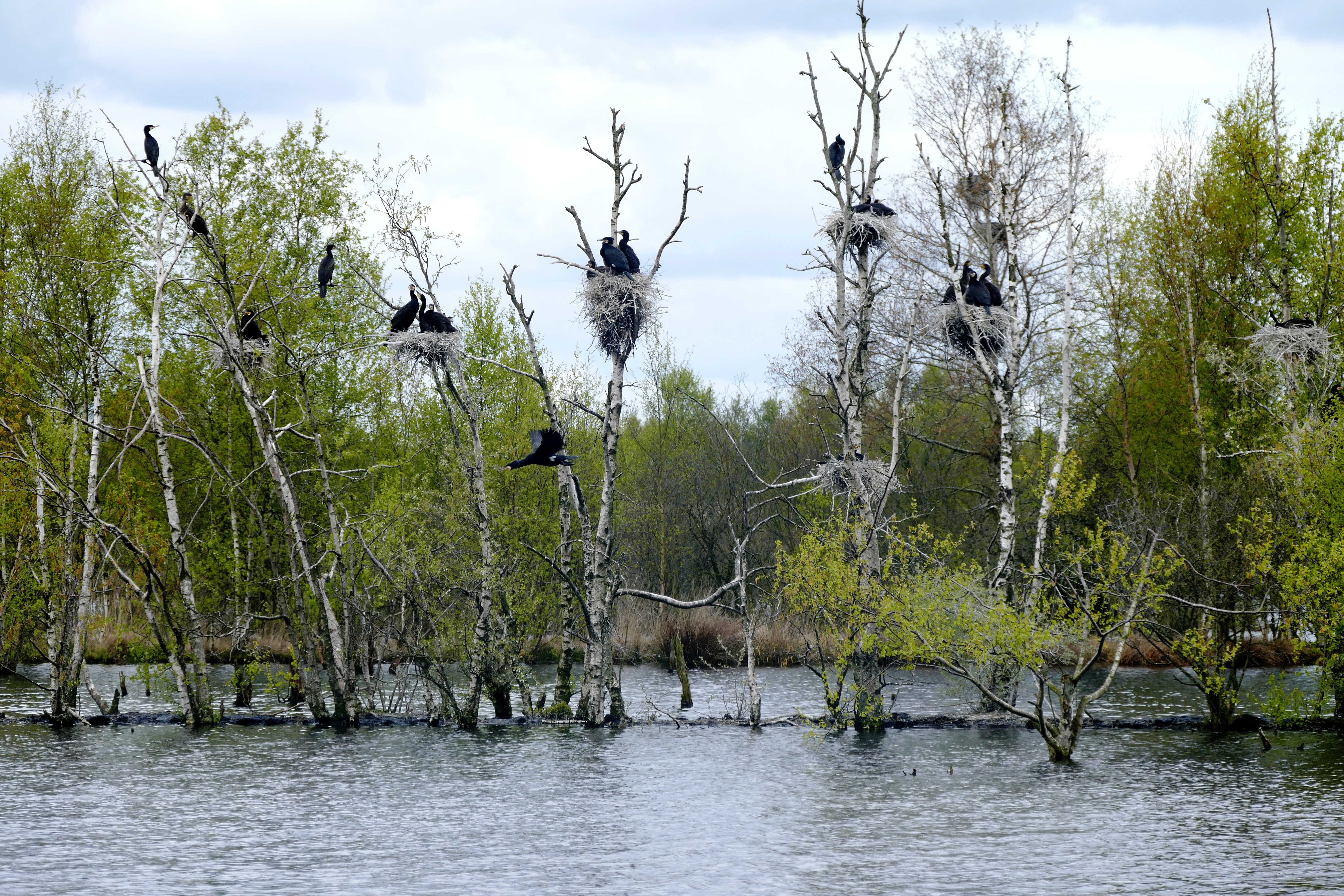
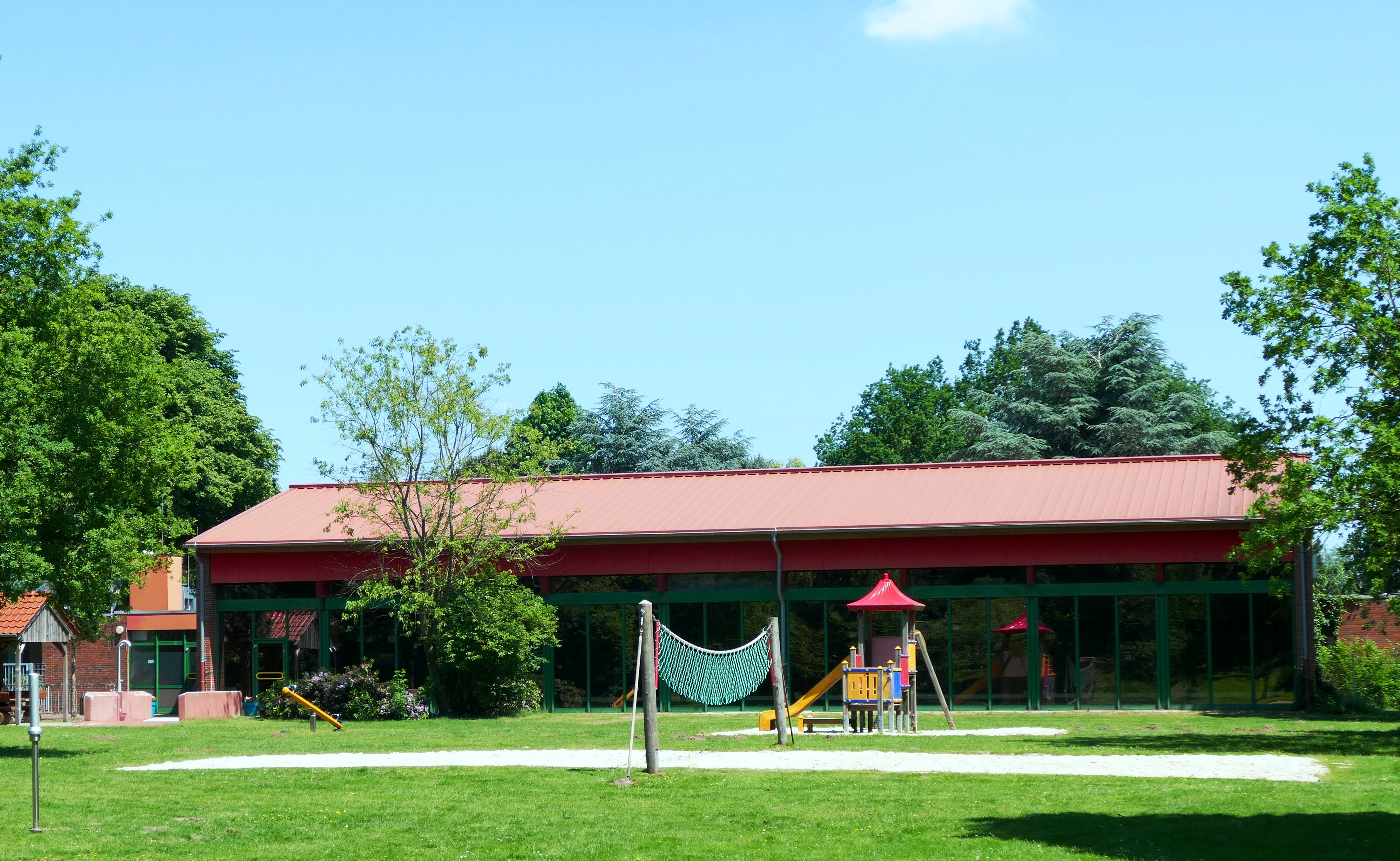